# Abteigarten (Quedlinburg)

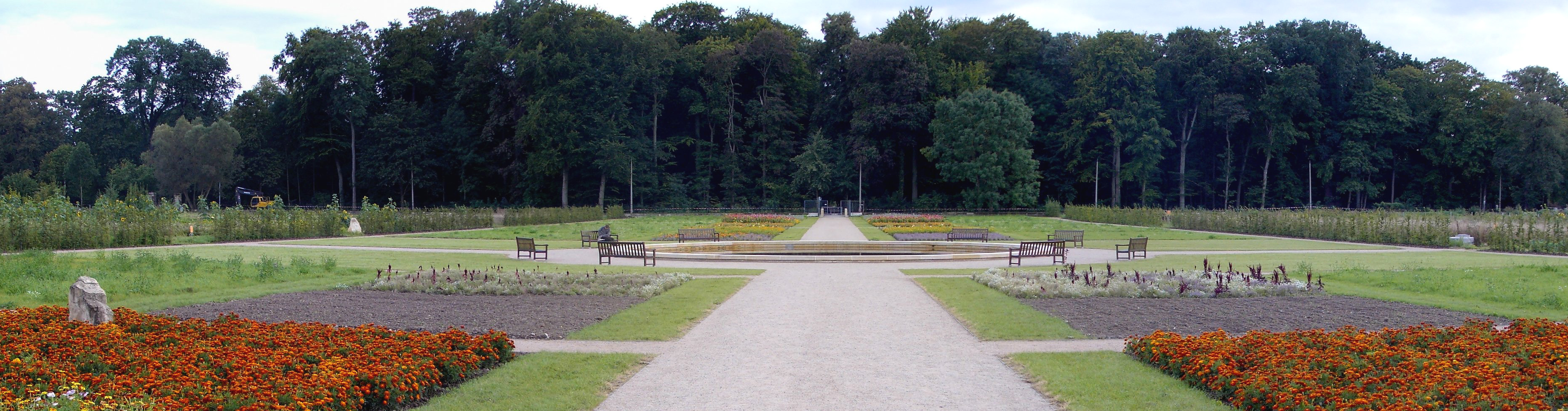
Abteigarten, im Hintergrund der Brühl

Der Abteigarten ist eine denkmalgeschützte Gartenanlage in der Stadt Quedlinburg in Sachsen-Anhalt. Sie gehört gemeinsam mit dem angrenzenden Brühlpark zu den Parkanlagen der Gartenträume Sachsen-Anhalt.

## Lage
Das Gelände befindet sich südlich des Quedlinburger Schlossbergs, nördlich der Parkanlage Brühl. Der Abteigarten ist im Quedlinburger Denkmalverzeichnis als Garten eingetragen. Südlich des Geländes verläuft der gleichfalls denkmalgeschützte Holländer-Graben.

## Anlage und Geschichte

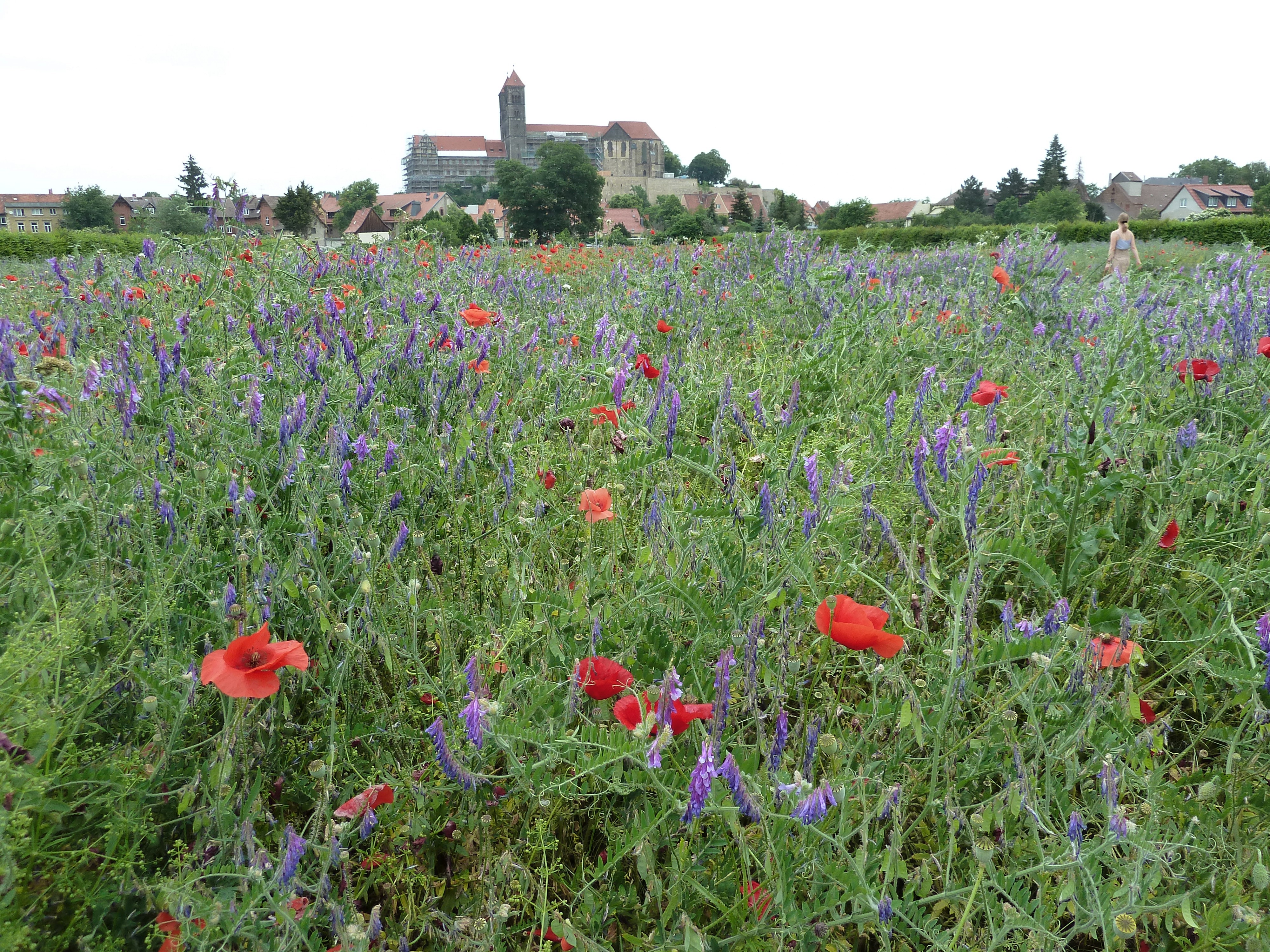
Blick über den Abteigarten zur Stiftskirche

Schon in der Zeit des Mittelalters wurde das vor den Toren der Stadt Quedlinburg gelegene Areal genutzt. Es diente als Garten der Äbtissin des Stifts Quedlinburg. 1720 erfolgte vermutlich die Anlage als Garten. Nach einem Plan des Jahres 1769 war der Garten im Stil des Barock gestaltet. Im Zentrum der Anlage befand sich ein großes Wasserbecken. Es gab acht zentral gelegene Grünflächen, die durch Wege voneinander abgetrennt waren. Vier der Flächen waren mit Rasen, vier mit „Buchsbaumlaubwerk“ versehen. Umrahmt wurden die acht Grünflächen von Bosketten, waldartig bepflanzten Flächen, die wiederum von Hainbuchhecken gefasst waren. Darüber hinaus wurden „goldene Buchskugeln“ und in Kegelform geschnittene „Tannenpyramiden“ beschrieben. In der Umgebung befanden sich Gemüsebeete, Obstbäume sowie Stachel- und Johannisbeersträucher.
Westlich und südlich des Gartens waren um 1720 drei große Teiche angelegt worden. Von Westen nach Osten erstreckten sich vier langgezogene Wasserflächen mittig durch die Anlage. Von 1750 bis 1753 absolvierte der spätere Mitbegründer der Saatzuchtwirtschaft in Quedlinburg, Heinrich Mette, im Abteigarten eine Gärtnerlehre bei Johann Heinrich Ziemann.
Auch auf einer Karte aus dem Jahr 1782, dem Voigtschen Plan, ist eine gärtnerische Gestaltung zu erkennen, die auf den südlich anschließenden Brühl Bezug nahm. Diese barocke Gestaltung blieb bis zum Anfang des 19. Jahrhunderts erhalten.
Mit der Auflösung des Stift 1803 wurde der Garten zunächst verpachtet. 1827, nach anderen Angaben 1823, wurde der Bereich an den ehemaligen Abteigärtner Samuel Lorenz Ziemann veräußert, der einen Nutzgarten anlegte. Die Teiche wurden vermutlich in dieser Zeit verfüllt, der südliche, auf die Mittelachse des Brühlparks ausgerichtete Ausgang wurde geschlossen. Das zentrale Wasserbecken blieb erhalten und diente vermutlich als Wasserreservoir. Auch der Mittelweg und der nördliche Querweg blieben erhalten. Später wurde der Garten auch zur Züchtungsforschung genutzt. Die Gärtnerfamilie Dippe übernahm dann den Betrieb. In dieser Zeit erlangte der Garten Bedeutung als ein Zentrum des internationalen Saatzuchtanbaus. Im Garten wurden überdachte Holzgestelle, Stellagen, aufgestellt. In ihnen befanden sich zu bestäubende Zuchtpflanzen. Ende des 19./Anfang des 20. Jahrhunderts entstandenen die noch heute vorhandenen Sandsteinpfeiler an den Eingangstoren sowie eine Einzäunung mit Drahtgitter in der Ausführung des altdeutschen Schuppengeflechts. Außerdem wurden zwei über den Holländergraben führende Brücken gebaut.
In der Zeit nach 1945 wurden die Stellagen, bis die auf der Westseite aufgestellten, und das große Wasserbecken entfernt. Die Breite des nördlichen und südlichen Querweges wurde verändert. Die Gartenfläche wurde intensiv maschinell bewirtschaftet. 1950 war der Abteigarten in die Landwirtschaftliche und gärtnerische Leistungsschau des Ostharzes integriert. Das Institut für Pflanzenzüchtung, dann Institut für Züchtungsforschung der DAL, bzw. AdL der DDR in Quedlinburg, nutzte den Abteigarten als Zuchtgarten für die Neuzüchtung von Blumen (z. B. Astern) bis etwa 1974, für die Schaffung von neuen Gemüsesorten, wie Möhren, Zwiebeln und Buschtomaten und für Versuche mit Pflanzenschutzmittel-Mischungen bis zur Abwicklung des Institutes Dezember 1991. Dafür wurden das Freiland, Folienzelte und über 60 Kleingewächshäuser zur Isolierung gegen Fremdbestäubungen genutzt. Nach 1992 wurde der Abteigarten von verschiedenen Saatgutfirmen weiter zur Neu- und Erhaltungszüchtung genutzt. Aktuell ist die Saatgutfirma ISP Quedlinburg GmbH Pächter eines Teiles des Areals. Die Seite zum Brühl rechts und links der Parkachse wird durch einen Demeter Betrieb gemüsebaulich genutzt.
Nach der politischen Wende des Jahres 1989 gelangte der Abteigarten in den Besitz des Landes Sachsen-Anhalt, von dem es im Jahr 2000 die Stadt Quedlinburg erwarb. Gemeinsam mit dem Brühl wurde der Abteigarten Teil des Projekts Gartenträume Sachsen-Anhalt. Ein großer Teil der Fläche wurde an die Biogärtnerei Midgard, ein kleiner Teil an die saatzucht GmbH Quedlinburg verpachtet. Im Jahr 2003 wurde das historische Bassin wieder freigelegt. In den Jahren 2004/2005 wurde das Gelände des Abteigartens durch das Landesamt für Denkmalpflege und Archäologie Sachsen-Anhalt untersucht, wobei insbesondere die alten Wasserleitungen zum Bassin und Reste von Wegebefestigungen gefunden wurden.
Ab dem Jahr 2005 erfolgte eine Neugestaltung der Anlage mit dem Ziel, die in der Zeit des Barock gegebene Sichtachse zum Brühl wiederherzustellen und den Abteigarten für die Öffentlichkeit zugänglich zu machen. Da die archäologischen Untersuchungen, vermutlich bedingt durch die maschinellen Bearbeitungen der Fläche, nur wenige konkrete Funde erbrachten, entschloss man sich zu einer modernen Gestaltung der Anlage, wobei die erhaltenen Reste einbezogen wurden. Während die Wegeführung sich am alten Barockgarten orientiert, sollen die rechtwinkligen, mit Wildblumen und Sommerblumen gestalteten Blumenbeete an die Nutzung zur Saatzucht erinnern. Ein besonderer Aspekt war die Wirkung der Anlage bei der Sicht vom touristisch besonders frequentierten Schlossberg. An der Nordseite des Abteigartens wurden ein Besucherparkplatz angelegt und die Abteigasse neu gepflastert. Hier befindliche Garagen aus der Zeit der DDR wurden abgerissen. Zugleich wurden der Zaun an der Nordseite nach historischem Vorbild erneuert und ein zweiflügeliges Tor errichtet. An der Südseite wurden der Zaun geöffnet und ein Tor eingefügt. Zur Überwindung des Holländer-Grabens wurde aus Betonfertigteilen eine mit Sandstein verkleidete Brücke gebaut. Die Wege wurden mit 2000 Metern Bandeisen eingefasst.
Oberhalb des historischen Wasserbeckens entstand ein neues aus Beton gegossenes, mit Sandstein verkleidetes Wasserbecken mit einem Durchmesser von 18 m und einem Volumen von 17 m³. Die Anordnung oberhalb des alten Beckens war möglich, da das Bodenniveau des Gartens heute etwa einen Meter oberhalb des Niveaus der Barockzeit liegt. Um das von der Biogärtnerei wieder als Wasserreservoir genutzte Becken wurden acht Holzbänke aufgestellt. Im Herbst 2006 wurde zur Abgrenzung der gärtnerischen genutzten Bereiche vom übrigen Teil des Gartens eine 400 Meter lange Hainbuchenhecke angelegt.
Von gartengeschichtlicher Bedeutung sind die Betunienstellagen sowie die Quedlinburger Frühbeetfenster. Die Grundstückseinfriedung ist in klassizistischem Stil gestaltet.